# Spiziapteryx
Spiziapteryx is een geslacht van vogels uit de familie van de caracara's en valken (Falconidae).

## Soorten
Het geslacht kent de volgende soort:
- Spiziapteryx circumcincta – Witstuitvalk